# Europawahl in der Slowakei 2009
Die Europawahl in der Slowakei 2009 fand am 6. Juni 2009 statt, mit 13 von 736 Sitzen im Europaparlament zu vergeben. Sie war die zweite Europawahl in der Slowakei. Die Wahllokale waren zwischen 7 und 22 Uhr geöffnet.

## Parteien, Kandidaten und Ergebnisse
| Nr. | Partei (Koalition)                                                     | Kandidaten | Stimmen | Prozent | Sitze | +/− |
| --- | ---------------------------------------------------------------------- | ---------- | ------- | ------- | ----- | --- |
| 1   | Volkspartei – Bewegung für eine demokratische Slowakei                 | 13         | 74.241  | 8,97    | 1     | −2  |
| 2   | Sloboda a Solidarita                                                   | 13         | 39.016  | 4,71    | 0     | –   |
| 3   | SMER – sociálna demokracia                                             | 13         | 264.722 | 32,01   | 5     | +2  |
| 4   | Strana zelených                                                        | 13         | 17.482  | 2,11    | 0     | –   |
| 5   | Slowakische Demokratische und Christliche Union – Demokratische Partei | 12         | 140.426 | 16,98   | 2     | −1  |
| 6   | Demokratická strana                                                    | 12         | 2.398   | 0,29    | 0     | −   |
| 7   | MISIA 21 - Hnutie kresťanskej solidarity                               | 1          | 3.515   | 0,42    | 0     | −   |
| 8   | Agrárna strana vidieka                                                 | 4          | 3.721   | 0,45    | 0     | −   |
| 9   | Konzervatívni demokrati Slovenska - Občianska konzervatívna strana     | 13         | 17.409  | 2,10    | 0     | –   |
| 10  | Partei der ungarischen Gemeinschaft                                    | 13         | 93.750  | 11,33   | 2     | ±0  |
| 11  | Komunistická strana Slovenska                                          | 12         | 13.643  | 1,65    | 0     | –   |
| 12  | Rómska iniciatíva Slovenska (hat nicht teilgenommen)                   | 1          | −       | −       | −     | −   |
| 13  | Slovenská národná strana                                               | 13         | 45.960  | 5,55    | 1     | +1  |
| 14  | LIGA, občiansko-liberálna strana                                       | 13         | 2.373   | 0,28    | 0     | −   |
| 15  | Strana demokratickej ľavice                                            | 13         | 5.158   | 0,62    | 0     | –   |
| 16  | Slobodné fórum                                                         | 13         | 13.063  | 1,57    | 0     | –   |
| 17  | Kresťanskodemokratické hnutie                                          | 13         | 89.905  | 10,87   | 2     | −1  |

Die Wahlbeteiligung lag bei 19,64 % (853.533 von 4.345.773 Wahlberechtigten). Die Regierungspartei Smer erhielt fünf Sitze für die
Sozialdemokratische Partei Europas; die Oppositionsparteien SDKÚ-DS, SMK und KDH erreichten jeweils zwei Mandate für die Europäische Volkspartei. Die Koalitionspartner HZDS (Fraktion ALDE) und SNS (Fraktion EFD) erreichten jeweils einen Sitz.